# 李岐
李岐（?—?），唐朝皇子，是唐武宗的第三子，生母不详。
会昌二年（842年），李岐被他父亲唐武宗封为兗王。会昌三年（843年）十一月，在宰相李德裕建议下，唐武宗以李岐为灵、夏等六道元帅兼安抚党项大使，赍诏前往安抚党项及六镇百姓。
其后史书中没有记载他的情况，薨年也不详。会昌六年（846年），唐武宗死后，由叔父唐宣宗即位，他的儿子们没有得到皇位，一说武宗诸子都被宣宗报复而不得善终。
　　